# 글로벌 위트니스
글로벌 위트니스(Global Witness)는 1993년 11월 15일 설립된 국제 비정부 기구(NGO)로 전 세계적으로 천연자원 착취, 분쟁, 빈곤, 부패, 인권 침해 사이의 연결고리를 끊기 위해 노력하고 있다. 이 조직은 런던과 워싱턴 D.C.에 사무실을 두고 있다.
글로벌 위트니스는 어떠한 정치적 제휴도 없다고 밝혔다. 마이크 데이비스(Mike Davis)는 2020년부터 조직의 CEO로 활동하고 있다.

## 같이 보기
- 국제 부패 반대의 날
- OECD 뇌물방지협약
- 국제 투명성 기구
- 유엔 부패 방지 협약